# Мордыяха (Ямальский район)
Мордыяха — упразднённое село Ямальского района Ямало-Ненецкого автономного округа России. Исключено из учётных данных в 2006 году.

## География
Расположен на побережье Карского моря, в устье одноимённой реки (на картах Муртыяха)
Расстояние до районного центра: Яр-Сале: 414 км.
Расстояние до областного центра: Салехард 428 км
Ближайший населённый пункт — Бованенково, 43 км.

## История
Образовано в 1931 году как фактория.

## Население
| 1989 | 2002 |
| ---- | ---- |
| 11   | ↘0   |